# Primera B 2016 (Colombia)
La Temporada 2016 de la Primera B fue la vigésimo séptima (27a.) edición del torneo de la segunda división del fútbol profesional colombiano.

## Sistema de juego
Desde de la temporada 2015 el torneo se juega con 16 equipos participantes. A partir de la temporada 2015 el sistema de juego cambió y ya no habrá dos torneos (Apertura y Finalización) con dos campeones, sino que a lo largo del año habrá enfrentamientos de ida y vuelta (todos contra todos) y una fase final de cuadrangulares que dará dos ascensos directos a la Categoría Primera A a los equipos que finalicen primeros en cada grupo. Definidos los dos ascensos, se jugará una última llave de ida y vuelta para definir quién es el ganador del título del torneo.
Se juega una primera fase de todos contra todos de ida más una fecha de enfrentamientos regionales en el primer semestre y una segunda fase de todos contra todos de vuelta más la vuelta de los enfrentamientos regionales en el segundo semestre, los mejores 8 equipos pasarán a una tercera fase de dos cuadrangulares finales definidos por sorteo, los ganadores de los cuadrangulares ascienden de forma directa a Primera División. Finalmente se jugará la cuarta fase únicamente para definir el título del año (el título se juega de manera independiente a los ascensos) mediante partidos de ida y vuelta entre los dos equipos ascendidos.

## Datos de los clubes

### Relevo anual de clubes
| Ascendidos a la Primera A                      |
| ---------------------------------------------- |
| Atlético Bucaramanga (Campeón de la Primera B) |
| Fortaleza CEIF (Subcampeón de la Primera B)    |

| Descendidos a la Primera B                                 |
| ---------------------------------------------------------- |
| Cúcuta Deportivo (Peor promedio acumulado en la Primera A) |
| Uniautónoma (Peor promedio acumulado en la Primera A)      |

### Equipos participantes
- Desaparece Uniautónoma,[4] y nace Orsomarso que adquiere su ficha.[n 2]
- Desaparece Expreso Rojo y nace Tigres F. C. en su reemplazo, y a su vez cambiando de sede de Zipaquirá a Soacha.[5]
- Unión Magdalena juega como local esta temporada en el Estadio Federico Serrano Soto de Riohacha.[6]
- Leones juega la primera parte de la temporada en el estadio Polideportivo Sur de Envigado, y en el mes de septiembre se traslada a Itagüí.[7]
- Debido a una pugna jurídica,[8][9][10] desaparece el Depor Fútbol Club, y el 11 de marzo de 2016 la tanto Coldeportes como la Dimayor reconocen al Atlético Fútbol Club que lo reemplaza.[11]

| Equipo             | Entrenador             | Departamento       | Ciudad/Municipio | Estadio                                     | Aforo         |
| ------------------ | ---------------------- | ------------------ | ---------------- | ------------------------------------------- | ------------- |
| América de Cali    | Hernán Torres          | Valle del Cauca    | Cali             | Pascual Guerrero                            | 35.405        |
| Atlético F. C.     | Jorge Larrahondo       | Valle del Cauca    | Cali             | Pascual Guerrero                            | 35.405        |
| Barranquilla F. C. | Arturo Reyes           | Atlántico          | Barranquilla     | Metropolitano Roberto Meléndez              | 46.692        |
| Bogotá F. C.       | Néstor Rodríguez       | Bogotá, D. C.      | Bogotá           | Metropolitano de Techo                      | 10.000        |
| Cúcuta Deportivo   | Fernando Velasco       | Norte de Santander | Cúcuta           | General Santander                           | 42.000        |
| Deportes Quindío   | José Eugenio Hernández | Quindío            | Armenia          | Centenario                                  | 20.716        |
| Deportivo Pereira  | Néstor Craviotto       | Risaralda          | Pereira          | Hernán Ramírez Villegas                     | 30.297        |
| Leones             | Juan Carlos Álvarez    | Antioquia          | Envigado Itagüí  | Polideportivo Sur Metropolitano de Ditaires | 14.000 12.000 |
| Llaneros           | Germán González        | Meta               | Villavicencio    | Manuel Calle Lombana                        | 15.000        |
| Orsomarso          | Alexander Escobar      | Valle del Cauca    | Palmira          | Francisco Rivera Escobar                    | 9.000         |
| Real Cartagena     | José Manuel Rodríguez  | Bolívar            | Cartagena        | Jaime Morón                                 | 16.068        |
| Real Santander     | Víctor Hugo González   | Santander          | Floridablanca    | Álvaro Gómez Hurtado                        | 12.000        |
| Tigres F. C.       | John Jairo Bodmer      | Cundinamarca       | Soacha           | Luis Carlos Galán                           | 8.000         |
| Unión Magdalena    | Carlos Silva Socarrás  | Magdalena          | Riohacha         | Federico Serrano Soto                       | 8.000         |
| Universitario      | César Torres           | Cauca              | Popayán          | Ciro López                                  | 5.000         |
| Valledupar F. C.   | David José Pinillos    | Cesar              | Valledupar       | Armando Maestre                             | 11.000        |

| Valle del Cauca | 3 | América de Cali, Atlético F. C. y Orsomarso | \| Unión Barranquilla Valledupar Real Cartagena Leones Cúcuta Real Santander Tigres Pereira Bogotá Quindio Llaneros Orsomarso América Atlético Universitario \| |
| Antioquia | 1 | Leones                                      | \| Unión Barranquilla Valledupar Real Cartagena Leones Cúcuta Real Santander Tigres Pereira Bogotá Quindio Llaneros Orsomarso América Atlético Universitario \| |
| Atlántico | 1 | Barranquilla F. C.                          | \| Unión Barranquilla Valledupar Real Cartagena Leones Cúcuta Real Santander Tigres Pereira Bogotá Quindio Llaneros Orsomarso América Atlético Universitario \| |
| Bogotá, D. C. | 1 | Bogotá F. C.                                | \| Unión Barranquilla Valledupar Real Cartagena Leones Cúcuta Real Santander Tigres Pereira Bogotá Quindio Llaneros Orsomarso América Atlético Universitario \| |
| Bolívar | 1 | Real Cartagena                              | \| Unión Barranquilla Valledupar Real Cartagena Leones Cúcuta Real Santander Tigres Pereira Bogotá Quindio Llaneros Orsomarso América Atlético Universitario \| |
| Cauca | 1 | Universitario                               | \| Unión Barranquilla Valledupar Real Cartagena Leones Cúcuta Real Santander Tigres Pereira Bogotá Quindio Llaneros Orsomarso América Atlético Universitario \| |
| Cesar | 1 | Valledupar F. C.                            | \| Unión Barranquilla Valledupar Real Cartagena Leones Cúcuta Real Santander Tigres Pereira Bogotá Quindio Llaneros Orsomarso América Atlético Universitario \| |
| Cundinamarca | 1 | Tigres F. C.                                | \| Unión Barranquilla Valledupar Real Cartagena Leones Cúcuta Real Santander Tigres Pereira Bogotá Quindio Llaneros Orsomarso América Atlético Universitario \| |
| Magdalena | 1 | Unión Magdalena                             | \| Unión Barranquilla Valledupar Real Cartagena Leones Cúcuta Real Santander Tigres Pereira Bogotá Quindio Llaneros Orsomarso América Atlético Universitario \| |
| Meta | 1 | Llaneros                                    | \| Unión Barranquilla Valledupar Real Cartagena Leones Cúcuta Real Santander Tigres Pereira Bogotá Quindio Llaneros Orsomarso América Atlético Universitario \| |
| Norte de Santander | 1 | Cúcuta Deportivo                            | \| Unión Barranquilla Valledupar Real Cartagena Leones Cúcuta Real Santander Tigres Pereira Bogotá Quindio Llaneros Orsomarso América Atlético Universitario \| |
| Quindío | 1 | Deportes Quindío                            | \| Unión Barranquilla Valledupar Real Cartagena Leones Cúcuta Real Santander Tigres Pereira Bogotá Quindio Llaneros Orsomarso América Atlético Universitario \| |
| Risaralda | 1 | Deportivo Pereira                           | \| Unión Barranquilla Valledupar Real Cartagena Leones Cúcuta Real Santander Tigres Pereira Bogotá Quindio Llaneros Orsomarso América Atlético Universitario \| |
| Santander | 1 | Real Santander                              | \| Unión Barranquilla Valledupar Real Cartagena Leones Cúcuta Real Santander Tigres Pereira Bogotá Quindio Llaneros Orsomarso América Atlético Universitario \| |
| Unión Barranquilla Valledupar Real Cartagena Leones Cúcuta Real Santander Tigres Pereira Bogotá Quindio Llaneros Orsomarso América Atlético Universitario |   |                                             | |

### Cambio de entrenadores
| Club              | Entrenador saliente   | Fecha de salida         | Reemplazado por        | Fecha de llegada        |
| ----------------- | --------------------- | ----------------------- | ---------------------- | ----------------------- |
| Cúcuta Deportivo  | Carlos Quintero       | 7 de septiembre de 2015 | Miguel Augusto Prince  | 31 de diciembre de 2015 |
| Deportes Quindío  | Miguel Augusto Prince | 1 de diciembre de 2015  | José Eugenio Hernández | 15 de diciembre de 2015 |
| Deportivo Pereira | Hernán Alberto Lisi   | 9 de diciembre de 2015  | Néstor Craviotto       | 12 de enero de 2016     |
| Valledupar F.C.   | Héctor Estrada        | 11 de diciembre de 2015 | Óscar Aristizábal      | 11 de diciembre de 2015 |
| Leones            | Óscar García          | 29 de diciembre de 2015 | Juan Carlos Álvarez    | 29 de diciembre de 2015 |
| Bogotá F.C.       | Hernán Pacheco        | 8 de enero de 2016      | Néstor Rodríguez       | 13 de enero de 2016     |
| Llaneros          | Rubén Molina          | 19 de enero de 2016     | Germán González        | 19 de enero de 2016     |
| Real Cartagena    | Hubert Boderth        | 7 de marzo de 2016      | Giovanni Hernández     | 7 de marzo de 2016      |
| Valledupar F.C.   | Óscar Aristizábal     | 10 de marzo de 2016     | David José Pinillos    | 15 de marzo de 2016     |
| América de Cali   | José Alberto Suárez   | 22 de abril de 2016     | Jhon Jairo López       | 22 de abril de 2016     |
| América de Cali   | Jhon Jairo López      | 4 de mayo de 2016       | Hernán Torres          | 4 de mayo de 2016       |
| Atlético          | Victor Sicachá        | 31 de mayo de 2016      | Carlos Palacios        | 31 de mayo de 2016      |
| Orsomarso         | William Libreros      | 8 de junio de 2016      | Alexander Escobar      | 10 de junio de 2016     |
| Atlético          | Carlos Palacios       | 1 de agosto de 2016     | Jorge Larrahondo       | 7 de agosto de 2016     |
| Cúcuta Deportivo  | Miguel Augusto Prince | septiembre de 2016      | Fernando Velasco       | septiembre de 2016      |

## Todos contra todos

### Clasificación
| Pos. | Equipos            | PJ | PG | PE | PP | GF | GC | Dif. | Pts. |
| ---- | ------------------ | -- | -- | -- | -- | -- | -- | ---- | ---- |
| 1.   | Deportivo Pereira  | 32 | 22 | 4  | 6  | 58 | 28 | 30   | 70   |
| 2.   | América de Cali    | 32 | 16 | 12 | 4  | 48 | 24 | 24   | 60   |
| 3.   | Real Cartagena     | 32 | 16 | 9  | 7  | 47 | 36 | 11   | 56   |
| 4.   | Leones             | 32 | 14 | 7  | 11 | 43 | 31 | 12   | 49   |
| 5.   | Universitario      | 32 | 14 | 7  | 10 | 37 | 35 | 2    | 49   |
| 6.   | Tigres             | 32 | 12 | 12 | 8  | 26 | 24 | 2    | 48   |
| 7.   | Deportes Quindío   | 32 | 13 | 5  | 14 | 36 | 33 | 3    | 44   |
| 8.   | Bogotá F. C.       | 32 | 12 | 8  | 12 | 37 | 39 | -2   | 44   |
| 9.   | Valledupar F. C.   | 32 | 13 | 5  | 14 | 34 | 37 | -3   | 44   |
| 10.  | Cúcuta Deportivo   | 32 | 11 | 9  | 12 | 35 | 31 | 4    | 42   |
| 11.  | Orsomarso          | 32 | 11 | 7  | 14 | 35 | 48 | -13  | 40   |
| 12.  | Barranquilla F. C. | 32 | 9  | 8  | 15 | 31 | 37 | -6   | 35   |
| 13.  | Unión Magdalena    | 32 | 9  | 8  | 15 | 30 | 39 | -9   | 35   |
| 14.  | Real Santander     | 32 | 9  | 6  | 17 | 33 | 51 | -18  | 33   |
| 15.  | Llaneros           | 32 | 7  | 10 | 15 | 31 | 42 | -11  | 31   |
| 16.  | Atlético           | 32 | 6  | 7  | 19 | 19 | 45 | -26  | 25   |

Fuente: Web oficial de Dimayor
|  |                                    |
|  | Clasificados a los cuadrangulares. |
|  | Eliminados.                        |

#### Evolución de las posiciones
| Deportivo Pereira | 7  | 4  | 2  | 1  | 1  | 1  | 1  | 1  | 1  | 1  | 1  | 1  | 1  | 1  | 1  | 1  | 1  | 1  | 1  | 1  | 1  | 1  | 1  | 1  | 1  | 1  | 1  | 1  | 1  | 1  | 1  | 1  |
| América de Cali   | 9  | 8  | 4  | 3  | 5  | 4  | 5  | 4  | 2  | 4  | 2  | 3  | 3  | 3  | 3  | 4  | 3  | 5  | 5  | 3  | 2  | 2  | 2  | 2  | 2  | 2  | 2  | 2  | 2  | 2  | 2  | 2  |
| Real Cartagena    | 6  | 5  | 7  | 9  | 10 | 10 | 8  | 6  | 3  | 2  | 3  | 4  | 5  | 5  | 5  | 6  | 6  | 6  | 8  | 7  | 6  | 5  | 4  | 4  | 3  | 4  | 3  | 3  | 3  | 3  | 3  | 3  |
| Leones            | 14 | 7  | 8  | 13 | 13 | 9  | 9  | 10 | 12 | 9  | 10 | 7  | 10 | 6  | 9  | 9  | 7  | 7  | 6  | 8  | 9  | 7  | 8  | 7  | 6  | 7  | 6  | 6  | 6  | 6  | 5  | 4  |
| Universitario     | 4  | 3  | 1  | 2  | 6  | 7  | 6  | 5  | 7  | 5  | 5  | 2  | 2  | 2  | 2  | 2  | 2  | 4  | 2  | 4  | 3  | 4  | 5  | 5  | 7  | 6  | 5  | 4  | 4  | 4  | 4  | 5  |
| Tigres            | 8  | 2  | 3  | 4  | 2  | 2  | 3  | 2  | 4  | 3  | 4  | 5  | 4  | 4  | 4  | 3  | 4  | 2  | 3  | 2  | 4  | 3  | 3  | 3  | 4  | 3  | 4  | 5  | 5  | 5  | 6  | 6  |
| Deportes Quindío  | 15 | 15 | 9  | 5  | 3  | 3  | 2  | 3  | 5  | 7  | 8  | 10 | 8  | 9  | 7  | 8  | 10 | 8  | 7  | 6  | 7  | 8  | 7  | 6  | 5  | 5  | 7  | 7  | 7  | 7  | 7  | 7  |
| Bogotá F.C.       | 1  | 1  | 5  | 7  | 8  | 12 | 10 | 11 | 14 | 13 | 14 | 14 | 13 | 14 | 12 | 14 | 12 | 12 | 10 | 9  | 8  | 9  | 9  | 10 | 10 | 11 | 12 | 11 | 11 | 9  | 9  | 8  |
| Valledupar F.C.   | 12 | 12 | 14 | 14 | 12 | 14 | 13 | 13 | 11 | 12 | 13 | 13 | 11 | 10 | 14 | 10 | 11 | 9  | 9  | 11 | 11 | 11 | 10 | 9  | 9  | 9  | 9  | 9  | 9  | 10 | 10 | 9  |
| Cúcuta Deportivo  | 11 | 11 | 13 | 10 | 11 | 11 | 14 | 14 | 13 | 14 | 11 | 8  | 6  | 8  | 6  | 5  | 5  | 3  | 4  | 5  | 5  | 6  | 6  | 8  | 8  | 8  | 8  | 8  | 8  | 8  | 8  | 10 |
| Orsomarso         | 2  | 6  | 10 | 6  | 4  | 6  | 4  | 7  | 9  | 6  | 6  | 9  | 7  | 7  | 11 | 12 | 8  | 10 | 11 | 10 | 10 | 10 | 11 | 11 | 11 | 10 | 10 | 10 | 10 | 11 | 11 | 11 |
| Barranquilla F.C. | 3  | 10 | 12 | 12 | 9  | 8  | 11 | 12 | 10 | 11 | 12 | 12 | 14 | 13 | 10 | 11 | 13 | 13 | 13 | 13 | 14 | 14 | 13 | 12 | 12 | 12 | 11 | 12 | 13 | 14 | 13 | 12 |
| Unión Magdalena   | 16 | 16 | 15 | 15 | 15 | 13 | 12 | 8  | 8  | 10 | 9  | 11 | 12 | 11 | 13 | 13 | 14 | 14 | 14 | 14 | 13 | 13 | 12 | 13 | 13 | 15 | 13 | 13 | 12 | 12 | 14 | 13 |
| Real Santander    | 5  | 9  | 11 | 11 | 14 | 15 | 15 | 15 | 15 | 15 | 15 | 15 | 15 | 16 | 16 | 16 | 16 | 16 | 16 | 16 | 15 | 15 | 15 | 15 | 14 | 14 | 15 | 14 | 14 | 13 | 12 | 14 |
| Llaneros          | 13 | 13 | 6  | 8  | 7  | 5  | 7  | 9  | 6  | 8  | 7  | 6  | 9  | 12 | 8  | 7  | 9  | 11 | 12 | 12 | 12 | 12 | 14 | 14 | 15 | 13 | 14 | 15 | 15 | 15 | 15 | 15 |
| Atlético          | 10 | 14 | 16 | 16 | 16 | 16 | 16 | 16 | 16 | 16 | 16 | 16 | 16 | 15 | 15 | 15 | 15 | 15 | 15 | 15 | 16 | 16 | 16 | 16 | 16 | 16 | 16 | 16 | 16 | 16 | 16 | 16 |

### Resultados
- La hora de cada encuentro corresponde al huso horario que rige a Colombia (UTC-5)

Nota: Los horarios y partidos de televisión se definen la semana previa a cada jornada. El canal Win Sports es el medio de difusión por televisión autorizado por la Dimayor para la transmisión por cable de dos partidos por fecha.

#### Primera vuelta
| Universitario    | 2 : 1 | Valledupar F.C.   | Ciro López                | 14 de febrero | 11:30 | Sin transmisión |
| Tigres           | 1 : 1 | Deportivo Pereira | Luis Carlos Galán         | 14 de febrero | 15:00 | Sin transmisión |
| Deportes Quindío | 1 : 3 | Bogotá F.C.       | Centenario                | 14 de febrero | 15:00 | Sin transmisión |
| Unión Magdalena  | 0 : 2 | Orsomarso         | Federico Serrano Soto     | 14 de febrero | 15:00 | Sin transmisión |
| Llaneros         | 1 : 2 | Barranquilla F.C. | Manuel Calle Lombana      | 14 de febrero | 15:30 | Sin transmisión |
| Real Santander   | 2 : 1 | Cúcuta Deportivo  | Álvaro Gómez Hurtado      | 15 de febrero | 18:00 | Win Sports      |
| Real Cartagena   | 1 : 0 | Leones            | Jaime Morón               | 15 de febrero | 20:00 | Win Sports      |
| América de Cali  | 0 : 0 | Atlético          | Olímpico Pascual Guerrero | 21 de abril   | 17:00 | Sin transmisión |

| Valledupar F.C.   | 0 : 0 | Llaneros         | Armando Maestre Pavajeau  | 20 de febrero | 15:00 | Sin transmisión |
| Bogotá F.C.       | 0 : 0 | Real Cartagena   | Metropolitano de Techo    | 21 de febrero | 14:00 | Sin transmisión |
| Leones            | 2 : 0 | Unión Magdalena  | John Jairo Tréllez        | 21 de febrero | 15:00 | Sin transmisión |
| Barranquilla F.C. | 0 : 2 | Tigres           | Metropolitano             | 21 de febrero | 15:00 | Sin transmisión |
| Cúcuta Deportivo  | 1 : 1 | Universitario    | General Santander         | 21 de febrero | 15:00 | Sin transmisión |
| Deportivo Pereira | 1 : 0 | Deportes Quindío | Hernán Ramírez Villegas   | 22 de febrero | 18:00 | Win Sports      |
| América de Cali   | 1 : 0 | Real Santander   | Olímpico Pascual Guerrero | 22 de febrero | 20:00 | Win Sports      |
| Orsomarso         | 0 : 1 | Atlético         | Francisco Rivera Escobar  | 28 de abril   | 19:00 | Sin transmisión |

| Unión Magdalena  | 0 : 0 | Bogotá F.C.       | Federico Serrano Soto     | 27 de febrero | 15:00 | Sin transmisión |
| Tigres           | 1 : 0 | Valledupar F.C.   | Luis Carlos Galán         | 27 de febrero | 16:00 | Sin transmisión |
| Universitario    | 3 : 1 | Real Santander    | Ciro López                | 28 de febrero | 11:30 | Sin transmisión |
| Deportes Quindío | 2 : 0 | Barranquilla F.C. | Centenario                | 28 de febrero | 15:00 | Sin transmisión |
| Llaneros         | 1 : 0 | Cúcuta Deportivo  | Manuel Calle Lombana      | 28 de febrero | 15:30 | Sin transmisión |
| Real Cartagena   | 1 : 3 | Deportivo Pereira | Jaime Morón               | 29 de febrero | 18:00 | Win Sports      |
| Orsomarso        | 1 : 5 | América de Cali   | Francisco Rivera Escobar  | 29 de febrero | 20:00 | Win Sports      |
| Atlético         | 1 : 1 | Leones            | Olímpico Pascual Guerrero | 11 de mayo    | 19:00 | Sin transmisión |

| Leones            | 0 : 2 | Orsomarso        | John Jairo Tréllez        | 6 de marzo | 15:00 | Sin transmisión |
| Barranquilla F.C. | 2 : 2 | Real Cartagena   | Metropolitano             | 6 de marzo | 15:00 | Sin transmisión |
| Valledupar F.C.   | 0 : 2 | Deportes Quindío | Armando Maestre Pavajeau  | 6 de marzo | 15:00 | Sin transmisión |
| Cúcuta Deportivo  | 2 : 0 | Tigres           | General Santander         | 6 de marzo | 15:00 | Sin transmisión |
| Real Santander    | 1 : 1 | Llaneros         | Álvaro Gómez Hurtado      | 6 de marzo | 15:00 | Sin transmisión |
| Deportivo Pereira | 2 : 1 | Unión Magdalena  | Hernán Ramírez Villegas   | 7 de marzo | 18:00 | Win Sports      |
| América de Cali   | 2 : 2 | Universitario    | Olímpico Pascual Guerrero | 7 de marzo | 20:00 | Win Sports      |
| Bogotá F.C.       | 1 : 0 | Atlético         | Metropolitano de Techo    | 18 de mayo | 14:00 | Sin transmisión |

| Tigres           | 2 : 0 | Real Santander    | Luis Carlos Galán         | 12 de marzo | 18:00 | Sin transmisión |
| Unión Magdalena  | 1 : 1 | Barranquilla F.C. | Federico Serrano Soto     | 13 de marzo | 15:00 | Sin transmisión |
| Leones           | 0 : 0 | América de Cali   | John Jairo Tréllez        | 13 de marzo | 15:00 | Sin transmisión |
| Llaneros         | 1 : 0 | Universitario     | Manuel Calle Lombana      | 13 de marzo | 15:30 | Sin transmisión |
| Real Cartagena   | 0 : 3 | Valledupar F.C.   | Jaime Morón               | 13 de marzo | 15:30 | Sin transmisión |
| Atlético         | 1 : 2 | Deportivo Pereira | Olímpico Pascual Guerrero | 13 de marzo | 15:30 | Sin transmisión |
| Orsomarso        | 1 : 0 | Bogotá F.C.       | Francisco Rivera Escobar  | 13 de marzo | 15:30 | Sin transmisión |
| Deportes Quindío | 2 : 1 | Cúcuta Deportivo  | Centenario                | 14 de marzo | 19:45 | Win Sports      |

| Valledupar F.C.   | 1 : 2 | Unión Magdalena  | Armando Maestre Pavajeau  | 19 de marzo | 15:00 | Sin transmisión |
| Barranquilla F.C. | 1 : 0 | Atlético         | Metropolitano             | 19 de marzo | 15:30 | Sin transmisión |
| Universitario     | 2 : 3 | Tigres           | Ciro López                | 20 de marzo | 11:30 | Sin transmisión |
| Bogotá F. C.      | 1 : 4 | Leones           | Metropolitano de Techo    | 20 de marzo | 14:00 | Sin transmisión |
| Real Santander    | 1 : 5 | Deportes Quindío | Álvaro Gómez Hurtado      | 20 de marzo | 15:00 | Sin transmisión |
| Deportivo Pereira | 4 : 1 | Orsomarso        | Hernán Ramírez Villegas   | 20 de marzo | 15:30 | Sin transmisión |
| América de Cali   | 2 : 2 | Llaneros         | Olímpico Pascual Guerrero | 21 de marzo | 19:45 | Win Sports      |
| Cúcuta Deportivo  | 1 : 1 | Real Cartagena   | General Santander         | 22 de marzo | 19:15 | Win Sports      |

| Bogotá F.C.      | 1 : 0 | América de Cali   | Metropolitano de Techo    | 26 de marzo | 14:00 | Win Sports      |
| Orsomarso        | 1 : 0 | Barranquilla F.C. | Francisco Rivera Escobar  | 26 de marzo | 15:00 | Sin transmisión |
| Unión Magdalena  | 1 : 0 | Cúcuta Deportivo  | Federico Serrano Soto     | 26 de marzo | 15:00 | Sin transmisión |
| Deportes Quindío | 0 : 0 | Universitario     | Centenario                | 26 de marzo | 16:00 | Win Sports      |
| Leones           | 1 : 1 | Deportivo Pereira | John Jairo Tréllez        | 27 de marzo | 15:00 | Sin transmisión |
| Real Cartagena   | 4 : 1 | Real Santander    | Jaime Morón               | 27 de marzo | 15:30 | Sin transmisión |
| Atlético         | 0 : 1 | Valledupar F.C.   | Olímpico Pascual Guerrero | 27 de marzo | 15:30 | Sin transmisión |
| Tigres           | 0 : 0 | Llaneros          | Luis Carlos Galán         | 25 de mayo  | 18:00 | Sin transmisión |

| Tigres           | 1 : 1 | Bogotá F.C.       | Metropolitano de Techo    | 2 de abril | 14:00 | Sin transmisión |
| Unión Magdalena  | 3 : 0 | Valledupar F.C.   | Federico Serrano Soto     | 2 de abril | 15:00 | Sin transmisión |
| Universitario    | 2 : 0 | Orsomarso         | Ciro López                | 3 de abril | 11:30 | Sin transmisión |
| Real Santander   | 0 : 0 | Cúcuta Deportivo  | Álvaro Gómez Hurtado      | 3 de abril | 15:00 | Sin transmisión |
| Llaneros         | 1 : 1 | Leones            | Manuel Calle Lombana      | 3 de abril | 15:30 | Sin transmisión |
| Real Cartagena   | 2 : 1 | Barranquilla F.C. | Jaime Morón               | 3 de abril | 15:30 | Sin transmisión |
| Atlético         | 0 : 4 | América de Cali   | Olímpico Pascual Guerrero | 4 de abril | 19:45 | Win Sports      |
| Deportes Quindío | 1 : 2 | Deportivo Pereira | Centenario                | 5 de abril | 20:00 | Win Sports      |

| Real Santander    | 1 : 1 | Unión Magdalena  | Álvaro Gómez Hurtado      | 9 de abril  | 15:00 | Sin transmisión |
| Universitario     | 1 : 3 | Real Cartagena   | Ciro López                | 10 de abril | 11:30 | Sin transmisión |
| Barranquilla F.C. | 2 : 1 | Leones           | Metropolitano             | 10 de abril | 15:00 | Sin transmisión |
| Valledupar F.C.   | 3 : 1 | Orsomarso        | Armando Maestre Pavajeau  | 10 de abril | 15:00 | Sin transmisión |
| Cúcuta Deportivo  | 2 : 1 | Atlético         | General Santander         | 10 de abril | 15:00 | Sin transmisión |
| Llaneros          | 2 : 1 | Deportes Quindío | Manuel Calle Lombana      | 10 de abril | 15:30 | Sin transmisión |
| Deportivo Pereira | 4 : 0 | Bogotá F.C.      | Hernán Ramírez Villegas   | 11 de abril | 18:00 | Win Sports      |
| América de Cali   | 2 : 1 | Tigres           | Olímpico Pascual Guerrero | 11 de abril | 20:00 | Win Sports      |

| Unión Magdalena   | 0 : 1 | Universitario     | Federico Serrano Soto     | 16 de abril | 15:00 | Sin transmisión |
| Orsomarso         | 3 : 1 | Cúcuta Deportivo  | Francisco Rivera Escobar  | 16 de abril | 15:00 | Sin transmisión |
| Bogotá F.C.       | 0 : 0 | Barranquilla F.C. | Metropolitano de Techo    | 17 de abril | 14:00 | Sin transmisión |
| Deportes Quindío  | 1 : 2 | Tigres            | Centenario                | 17 de abril | 15:00 | Sin transmisión |
| Leones            | 1 : 0 | Valledupar F.C.   | John Jairo Tréllez        | 17 de abril | 15:00 | Sin transmisión |
| Atlético          | 1 : 0 | Real Santander    | Olímpico Pascual Guerrero | 17 de abril | 15:30 | Sin transmisión |
| Real Cartagena    | 2 : 1 | Llaneros          | Jaime Morón               | 18 de abril | 18:00 | Win Sports      |
| Deportivo Pereira | 1 : 0 | América de Cali   | Hernán Ramírez Villegas   | 18 de abril | 20:00 | Win Sports      |

| Valledupar F.C.   | 1 : 1 | Bogotá F.C.       | Armando Maestre Pavajeau  | 23 de abril | 15:00 | Sin transmisión |
| Tigres            | 0 : 0 | Real Cartagena    | Luis Carlos Galán         | 23 de abril | 18:00 | Sin transmisión |
| Universitario     | 1 : 0 | Atlético          | Ciro López                | 24 de abril | 11:30 | Sin transmisión |
| Cúcuta Deportivo  | 2 : 1 | Leones            | General Santander         | 24 de abril | 15:00 | Sin transmisión |
| Llaneros          | 1 : 1 | Unión Magdalena   | Manuel Calle Lombana      | 24 de abril | 15:30 | Sin transmisión |
| Real Santander    | 4 : 0 | Orsomarso         | Álvaro Gómez Hurtado      | 24 de abril | 18:00 | Sin transmisión |
| Barranquilla F.C. | 1 : 2 | Deportivo Pereira | Metropolitano             | 25 de abril | 18:00 | Win Sports      |
| América de Cali   | 2 : 0 | Deportes Quindío  | Olímpico Pascual Guerrero | 25 de abril | 20:00 | Win Sports      |

| Unión Magdalena   | 0 : 0 | Tigres           | Federico Serrano Soto     | 30 de abril | 14:00 | Sin transmisión |
| Bogotá F.C.       | 1 : 2 | Cúcuta Deportivo | Metropolitano de Techo    | 1 de mayo   | 14:00 | Sin transmisión |
| Orsomarso         | 1 : 3 | Universitario    | Francisco Rivera Escobar  | 1 de mayo   | 15:00 | Sin transmisión |
| Leones            | 3 : 0 | Real Santander   | John Jairo Tréllez        | 1 de mayo   | 15:00 | Sin transmisión |
| Atlético          | 1 : 2 | Llaneros         | Olímpico Pascual Guerrero | 1 de mayo   | 15:30 | Sin transmisión |
| Deportivo Pereira | 2 : 1 | Valledupar F.C.  | Hernán Ramírez Villegas   | 1 de mayo   | 15:30 | Sin transmisión |
| Real Cartagena    | 2 : 2 | Deportes Quindío | Jaime Morón               | 2 de mayo   | 18:00 | Win Sports      |
| Barranquilla F.C. | 0 : 0 | América de Cali  | Metropolitano             | 2 de mayo   | 20:00 | Win Sports      |

| Tigres           | 0 : 0 | Atlético          | Luis Carlos Galán         | 7 de mayo | 18:00 | Sin transmisión |
| Real Santander   | 1 : 2 | Bogotá F.C.       | Álvaro Gómez Hurtado      | 7 de mayo | 20:00 | Sin transmisión |
| Universitario    | 2 : 1 | Leones            | Ciro López                | 8 de mayo | 11:30 | Sin transmisión |
| Valledupar F.C.  | 2 : 1 | Barranquilla F.C. | Armando Maestre Pavajeau  | 8 de mayo | 15:00 | Sin transmisión |
| Deportes Quindío | 3 : 1 | Unión Magdalena   | Centenario                | 8 de mayo | 15:00 | Sin transmisión |
| Llaneros         | 1 : 2 | Orsomarso         | Manuel Calle Lombana      | 8 de mayo | 15:30 | Sin transmisión |
| Cúcuta Deportivo | 2 : 1 | Deportivo Pereira | General Santander         | 9 de mayo | 17:30 | Win Sports      |
| América de Cali  | 1 : 0 | Real Cartagena    | Olímpico Pascual Guerrero | 9 de mayo | 19:45 | Win Sports      |

| Bogotá F.C.       | 1 : 1 | Universitario    | Metropolitano de Techo    | 14 de mayo | 14:00 | Sin transmisión |
| Unión Magdalena   | 2 : 0 | Real Cartagena   | Federico Serrano Soto     | 14 de mayo | 15:00 | Sin transmisión |
| Orsomarso         | 0 : 0 | Tigres           | Francisco Rivera Escobar  | 14 de mayo | 15:00 | Sin transmisión |
| Barranquilla F.C. | 2 : 1 | Cúcuta Deportivo | Metropolitano             | 14 de mayo | 15:00 | Sin transmisión |
| Leones            | 3 : 0 | Llaneros         | John Jairo Tréllez        | 15 de mayo | 15:00 | Sin transmisión |
| Atlético          | 1 : 0 | Deportes Quindío | Olímpico Pascual Guerrero | 15 de mayo | 15:30 | Sin transmisión |
| Valledupar F.C.   | 3 : 0 | América de Cali  | Armando Maestre Pavajeau  | 16 de mayo | 19:45 | Win Sports      |
| Deportivo Pereira | 1 : 0 | Real Santander   | Hernán Ramírez Villegas   | 17 de mayo | 19:45 | Win Sports      |

| Real Santander   | 0 : 2 | Barranquilla F.C. | Álvaro Gómez Hurtado      | 21 de mayo | 18:00 | Sin transmisión |
| Tigres           | 1 : 0 | Leones            | Luis Carlos Galán         | 21 de mayo | 18:00 | Sin transmisión |
| Universitario    | 2 : 1 | Deportivo Pereira | Ciro López                | 22 de mayo | 11:30 | Sin transmisión |
| Cúcuta Deportivo | 3 : 0 | Valledupar F.C.   | General Santander         | 22 de mayo | 15:00 | Sin transmisión |
| Deportes Quindío | 3 : 2 | Orsomarso         | Centenario                | 22 de mayo | 15:00 | Sin transmisión |
| Llaneros         | 3 : 1 | Bogotá F.C.       | Manuel Calle Lombana      | 22 de mayo | 15:30 | Sin transmisión |
| América de Cali  | 1 : 0 | Unión Magdalena   | Olímpico Pascual Guerrero | 23 de mayo | 19:45 | Win Sports      |
| Real Cartagena   | 2 : 0 | Atlético          | Jaime Morón               | 24 de mayo | 20:00 | Win Sports      |

| Barranquilla F.C. | 1 : 1 | Universitario    | Metropolitano             | 27 de mayo | 15:00 | Sin transmisión |
| Tigres            | 3 : 2 | Bogotá F.C.      | Luis Carlos Galán         | 28 de mayo | 14:00 | Sin transmisión |
| Valledupar F.C.   | 3 : 1 | Real Santander   | Armando Maestre Pavajeau  | 29 de mayo | 15:00 | Sin transmisión |
| Orsomarso         | 0 : 0 | Real Cartagena   | Francisco Rivera Escobar  | 29 de mayo | 15:00 | Sin transmisión |
| Leones            | 0 : 0 | Deportes Quindío | John Jairo Tréllez        | 29 de mayo | 15:00 | Sin transmisión |
| Atlético          | 1 : 1 | Unión Magdalena  | Olímpico Pascual Guerrero | 29 de mayo | 15:30 | Sin transmisión |
| Cúcuta Deportivo  | 2 : 0 | América de Cali  | General Santander         | 29 de mayo | 20:00 | Win Sports      |
| Deportivo Pereira | 1 : 1 | Llaneros         | Hernán Ramírez Villegas   | 30 de mayo | 19:45 | Win Sports      |

#### Segunda vuelta
| Valledupar F.C.   | 1 : 1 | Universitario    | Armando Maestre Pavajeau  | 2 de julio      | 15:00 | Sin transmisión |
| Orsomarso         | 2 : 1 | Unión Magdalena  | Francisco Rivera Escobar  | 2 de julio      | 15:00 | Sin transmisión |
| Bogotá F.C.       | 1 : 0 | Deportes Quindío | Metropolitano de Techo    | 3 de julio      | 14:00 | Sin transmisión |
| Leones            | 4 : 0 | Real Cartagena   | John Jairo Tréllez        | 3 de julio      | 15:00 | Sin transmisión |
| Deportivo Pereira | 3 : 0 | Tigres           | Hernán Ramírez Villegas   | 3 de julio      | 15:30 | Sin transmisión |
| Cúcuta Deportivo  | 1 : 0 | Real Santander   | General Santander         | 3 de julio      | 17:30 | Win Sports      |
| Atlético          | 0 : 2 | América de Cali  | Olímpico Pascual Guerrero | 4 de julio      | 19:45 | Win Sports      |
| Barranquilla F.C. | 3 : 0 | Llaneros         | Metropolitano             | 7 de septiembre | 15:00 | Sin transmisión |

| Tigres           | 1 : 0 | Barranquilla F.C. | Luis Carlos Galán         | 9 de julio  | 14:00 | Sin transmisión |
| Universitario    | 1 : 3 | Cúcuta Deportivo  | Ciro López                | 10 de julio | 11:30 | Sin transmisión |
| Llaneros         | 0 : 1 | Valledupar F.C.   | Manuel Calle Lombana      | 10 de julio | 15:30 | Sin transmisión |
| Atlético         | 1 : 0 | Orsomarso         | Olímpico Pascual Guerrero | 10 de julio | 15:30 | Sin transmisión |
| Unión Magdalena  | 3 : 4 | Leones            | Municipal de Ciénaga      | 10 de julio | 15:30 | Sin transmisión |
| Real Cartagena   | 3 : 1 | Bogotá F.C.       | Jaime Morón               | 10 de julio | 15:30 | Sin transmisión |
| Deportes Quindío | 1 : 0 | Deportivo Pereira | Centenario                | 11 de julio | 19:45 | Win Sports      |
| Real Santander   | 1 : 1 | América de Cali   | Álvaro Gómez Hurtado      | 21 de julio | 18:00 | Win Sports      |

| Valledupar F.C.   | 0 : 0 | Tigres           | Armando Maestre Pavajeau  | 16 de julio | 15:00 | Sin transmisión |
| Barranquilla F.C. | 1 : 2 | Deportes Quindío | Metropolitano             | 16 de julio | 15:00 | Sin transmisión |
| Leones            | 2 : 1 | Atlético         | Polideportivo Sur         | 16 de julio | 15:30 | Sin transmisión |
| Real Santander    | 0 : 1 | Universitario    | Álvaro Gómez Hurtado      | 16 de julio | 18:00 | Sin transmisión |
| América de Cali   | 0 : 0 | Orsomarso        | Olímpico Pascual Guerrero | 17 de julio | 15:00 | Sin transmisión |
| Bogotá F.C.       | 4 : 0 | Unión Magdalena  | Metropolitano de Techo    | 18 de julio | 14:00 | Sin transmisión |
| Cúcuta Deportivo  | 0 : 0 | Llaneros         | General Santander         | 19 de julio | 18:00 | Win Sports      |
| Deportivo Pereira | 2 : 1 | Real Cartagena   | Hernán Ramírez Villegas   | 19 de julio | 20:00 | Win Sports      |

| Tigres           | 1 : 0 | Cúcuta Deportivo  | Luis Carlos Galán         | 23 de julio | 14:00 | Sin transmisión |
| Orsomarso        | 2 : 0 | Leones            | Francisco Rivera Escobar  | 23 de julio | 15:30 | Sin transmisión |
| Universitario    | 0 : 1 | América de Cali   | Ciro López                | 24 de julio | 11:30 | Sin transmisión |
| Atlético         | 0 : 1 | Bogotá F.C.       | Olímpico Pascual Guerrero | 24 de julio | 15:30 | Sin transmisión |
| Llaneros         | 0 : 1 | Real Santander    | Manuel Calle Lombana      | 24 de julio | 15:30 | Sin transmisión |
| Unión Magdalena  | 0 : 1 | Deportivo Pereira | Municipal de Ciénaga      | 24 de julio | 15:30 | Sin transmisión |
| Deportes Quindío | 1 : 0 | Valledupar F.C.   | Centenario                | 25 de julio | 19:45 | Win Sports      |
| Real Cartagena   | 2 : 1 | Barranquilla F.C. | Jaime Morón               | 26 de julio | 19:45 | Win Sports      |

| Bogotá F.C.       | 4 : 1 | Orsomarso        | Metropolitano de Techo    | 30 de julio | 14:00 | Sin transmisión |
| Universitario     | 1 : 0 | Llaneros         | Ciro López                | 31 de julio | 11:30 | Sin transmisión |
| Valledupar F.C.   | 0 : 2 | Real Cartagena   | Armando Maestre Pavajeau  | 31 de julio | 15:00 | Sin transmisión |
| Barranquilla F.C. | 0 : 1 | Unión Magdalena  | Metropolitano             | 31 de julio | 15:00 | Sin transmisión |
| Cúcuta Deportivo  | 1 : 0 | Deportes Quindío | General Santander         | 31 de julio | 15:30 | Sin transmisión |
| Real Santander    | 2 : 0 | Tigres           | Álvaro Gómez Hurtado      | 31 de julio | 18:00 | Sin transmisión |
| Deportivo Pereira | 7 : 2 | Atlético         | Hernán Ramírez Villegas   | 1 de agosto | 18:00 | Win Sports      |
| América de Cali   | 2 : 0 | Leones           | Olímpico Pascual Guerrero | 2 de agosto | 19:45 | Win Sports      |

| Tigres           | 1 : 0 | Universitario     | Luis Carlos Galán         | 6 de agosto | 14:00 | Sin transmisión |
| Orsomarso        | 0 : 2 | Deportivo Pereira | Francisco Rivera Escobar  | 6 de agosto | 15:00 | Sin transmisión |
| Leones           | 3 : 0 | Bogotá F.C.       | Polideportivo Sur         | 6 de agosto | 15:30 | Sin transmisión |
| Atlético         | 1 : 1 | Barranquilla F.C. | Olímpico Pascual Guerrero | 7 de agosto | 15:30 | Sin transmisión |
| Unión Magdalena  | 3 : 0 | Valledupar F.C.   | Municipal de Ciénaga      | 7 de agosto | 15:30 | Sin transmisión |
| Llaneros         | 1 : 1 | América de Cali   | Manuel Calle Lombana      | 7 de agosto | 15:30 | Sin transmisión |
| Real Cartagena   | 2 : 1 | Cúcuta Deportivo  | Jaime Morón               | 8 de agosto | 19:45 | Win Sports      |
| Deportes Quindío | 0 : 1 | Real Santander    | Centenario                | 9 de agosto | 19:45 | Win Sports      |

| Valledupar F.C.   | 2 : 1 | Atlético         | Armando Maestre Pavajeau  | 13 de agosto | 15:00 | Sin transmisión |
| Universitario     | 0 : 2 | Deportes Quindío | Ciro López                | 14 de agosto | 11:30 | Sin transmisión |
| Barranquilla F.C. | 3 : 0 | Orsomarso        | Metropolitano             | 14 de agosto | 15:00 | Sin transmisión |
| Llaneros          | 0 : 1 | Tigres           | Manuel Calle Lombana      | 14 de agosto | 15:30 | Sin transmisión |
| Deportivo Pereira | 1 : 0 | Leones           | Hernán Ramírez Villegas   | 14 de agosto | 15:30 | Sin transmisión |
| Real Santander    | 1 : 2 | Real Cartagena   | Álvaro Gómez Hurtado      | 14 de agosto | 19:00 | Sin transmisión |
| América de Cali   | 4 : 2 | Bogotá F.C.      | Olímpico Pascual Guerrero | 15 de agosto | 19:30 | Win Sports      |
| Cúcuta Deportivo  | 1 : 1 | Unión Magdalena  | General Santander         | 16 de agosto | 19:45 | Win Sports      |

| Valledupar F.C.   | 2 : 1 | Unión Magdalena  | Armando Maestre Pavajeau  | 20 de agosto | 15:00 | Sin transmisión |
| Leones            | 2 : 1 | Llaneros         | Polideportivo Sur         | 20 de agosto | 15:00 | Sin transmisión |
| Orsomarso         | 1 : 1 | Universitario    | Francisco Rivera Escobar  | 20 de agosto | 15:00 | Sin transmisión |
| Barranquilla F.C. | 1 : 1 | Real Cartagena   | Metropolitano             | 21 de agosto | 15:00 | Sin transmisión |
| Cúcuta Deportivo  | 1 : 2 | Real Santander   | General Santander         | 21 de agosto | 15:30 | Sin transmisión |
| Bogotá F.C.       | 0 : 0 | Tigres           | Metropolitano de Techo    | 22 de agosto | 14:00 | Sin transmisión |
| América de Cali   | 5 : 0 | Atlético         | Olímpico Pascual Guerrero | 22 de agosto | 19:45 | Win Sports      |
| Deportivo Pereira | 1 : 2 | Deportes Quindío | Hernán Ramírez Villegas   | 23 de agosto | 19:45 | Win Sports      |

| Tigres           | 1 : 1 | América de Cali   | Luis Carlos Galán         | 27 de agosto | 14:00 | Sin transmisión |
| Orsomarso        | 1 : 0 | Valledupar F.C.   | Francisco Rivera Escobar  | 27 de agosto | 15:00 | Sin transmisión |
| Leones           | 1 : 0 | Barranquilla F.C. | Polideportivo Sur         | 27 de agosto | 15:00 | Sin transmisión |
| Unión Magdalena  | 1 : 2 | Real Santander    | Municipal de Ciénaga      | 27 de agosto | 15:30 | Sin transmisión |
| Atlético         | 0 : 0 | Cúcuta Deportivo  | Olímpico Pascual Guerrero | 28 de agosto | 15:30 | Sin transmisión |
| Deportes Quindío | 1 : 0 | Llaneros          | Centenario                | 28 de agosto | 15:30 | Sin transmisión |
| Bogotá F.C.      | 0 : 1 | Deportivo Pereira | Metropolitano de Techo    | 29 de agosto | 19:45 | Win Sports      |
| Real Cartagena   | 4 : 2 | Universitario     | Jaime Morón               | 30 de agosto | 19:10 | Win Sports      |

| Tigres            | 0 : 0 | Deportes Quindío  | Luis Carlos Galán         | 3 de septiembre | 14:00 | Sin transmisión |
| Valledupar F.C.   | 1 : 1 | Leones            | Armando Maestre Pavajeau  | 3 de septiembre | 15:00 | Sin transmisión |
| Barranquilla F.C. | 1 : 0 | Bogotá F.C.       | Metropolitano             | 3 de septiembre | 15:00 | Sin transmisión |
| Cúcuta Deportivo  | 1 : 1 | Orsomarso         | General Santander         | 3 de septiembre | 15:15 | Win Sports      |
| Real Santander    | 1 : 1 | Atlético          | Álvaro Gómez Hurtado      | 3 de septiembre | 18:00 | Sin transmisión |
| Universitario     | 2 : 0 | Unión Magdalena   | Ciro López                | 4 de septiembre | 11:30 | Sin transmisión |
| Llaneros          | 1 : 0 | Real Cartagena    | Manuel Calle Lombana      | 4 de septiembre | 15:00 | Sin transmisión |
| América de Cali   | 1 : 1 | Deportivo Pereira | Olímpico Pascual Guerrero | 4 de septiembre | 19:00 | Win Sports      |

| Bogotá F.C.       | 0 : 1 | Valledupar F.C.   | Metropolitano de Techo    | 10 de septiembre | 14:00 | Sin transmisión |
| Orsomarso         | 6 : 2 | Real Santander    | Francisco Rivera Escobar  | 10 de septiembre | 15:00 | Sin transmisión |
| Unión Magdalena   | 1 : 0 | Llaneros          | Municipal de Ciénaga      | 10 de septiembre | 15:30 | Sin transmisión |
| Leones            | 1 : 0 | Cúcuta Deportivo  | Polideportivo Sur         | 11 de septiembre | 15:00 | Sin transmisión |
| Real Cartagena    | 2 : 1 | Tigres            | Jaime Morón               | 11 de septiembre | 15:30 | Sin transmisión |
| Atlético          | 0 : 1 | Universitario     | Olímpico Pascual Guerrero | 12 de septiembre | 15:30 | Sin transmisión |
| Deportivo Pereira | 4 : 0 | Barranquilla F.C. | Hernán Ramírez Villegas   | 12 de septiembre | 18:00 | Win Sports      |
| Deportes Quindío  | 0 : 1 | América de Cali   | Centenario                | 12 de septiembre | 20:00 | Win Sports      |

| Tigres           | 0 : 0 | Unión Magdalena   | Luis Carlos Galán         | 17 de septiembre | 14:00 | Sin transmisión |
| Valledupar F.C.  | 0 : 1 | Deportivo Pereira | Armando Maestre Pavajeau  | 17 de septiembre | 15:00 | Sin transmisión |
| Universitario    | 1 : 0 | Orsomarso         | Ciro López                | 18 de septiembre | 11:30 | Sin transmisión |
| Cúcuta Deportivo | 1 : 1 | Bogotá F.C.       | General Santander         | 18 de septiembre | 15:30 | Sin transmisión |
| Llaneros         | 1 : 2 | Atlético          | Manuel Calle Lombana      | 18 de septiembre | 15:30 | Sin transmisión |
| Real Santander   | 2 : 1 | Leones            | Álvaro Gómez Hurtado      | 18 de septiembre | 18:00 | Sin transmisión |
| América de Cali  | 1 : 0 | Barranquilla F.C. | Olímpico Pascual Guerrero | 19 de septiembre | 20:00 | Win Sports      |
| Deportes Quindío | 0 : 2 | Real Cartagena    | Centenario                | 20 de septiembre | 19:45 | Win Sports      |

| Bogotá F.C.       | 2 : 0 | Real Santander   | Metropolitano de Techo    | 24 de septiembre | 14:00 | Sin transmisión |
| Unión Magdalena   | 2 : 1 | Deportes Quindío | Municipal de Ciénaga      | 24 de septiembre | 14:30 | Sin transmisión |
| Orsomarso         | 1 : 1 | Llaneros         | Francisco Rivera Escobar  | 24 de septiembre | 15:00 | Sin transmisión |
| Leones            | 0 : 1 | Universitario    | Polideportivo Sur         | 24 de septiembre | 15:00 | Sin transmisión |
| Barranquilla F.C. | 0 : 1 | Valledupar F.C.  | Metropolitano             | 25 de septiembre | 15:00 | Sin transmisión |
| Atlético          | 1 : 0 | Tigres           | Olímpico Pascual Guerrero | 25 de septiembre | 15:30 | Sin transmisión |
| Deportivo Pereira | 1 : 0 | Cúcuta Deportivo | Hernán Ramírez Villegas   | 26 de septiembre | 19:45 | Win Sports      |
| Real Cartagena    | 2 : 2 | América de Cali  | Jaime Morón               | 28 de septiembre | 20:00 | Win Sports      |

| Universitario    | 0 : 1 | Bogotá F.C.       | Ciro López                | 30 de septiembre | 11:30 | Sin transmisión |
| Tigres           | 2 : 0 | Orsomarso         | Luis Carlos Galán         | 30 de septiembre | 14:00 | Sin transmisión |
| Llaneros         | 2 : 3 | Leones            | Manuel Calle Lombana      | 30 de septiembre | 15:00 | Sin transmisión |
| Deportes Quindío | 2 : 1 | Atlético          | Centenario                | 30 de septiembre | 15:30 | Sin transmisión |
| Real Santander   | 3 : 0 | Deportivo Pereira | Álvaro Gómez Hurtado      | 1 de octubre     | 18:00 | Sin transmisión |
| Real Cartagena   | 2 : 0 | Unión Magdalena   | Jaime Morón               | 3 de octubre     | 18:00 | Win Sports      |
| América de Cali  | 3 : 1 | Valledupar F.C.   | Olímpico Pascual Guerrero | 3 de octubre     | 20:00 | Win Sports      |
| Cúcuta Deportivo | 2 : 0 | Barranquilla F.C. | General Santander         | 4 de octubre     | 17:45 | Sin transmisión |

| Orsomarso         | 2 : 1 | Deportes Quindío | Francisco Rivera Escobar  | 8 de octubre  | 15:00 | Sin transmisión |
| Leones            | 2 : 1 | Tigres           | Polideportivo Sur         | 9 de octubre  | 15:00 | Sin transmisión |
| Bogotá F.C.       | 3 : 2 | Llaneros         | Metropolitano de Techo    | 9 de octubre  | 15:00 | Sin transmisión |
| Unión Magdalena   | 1 : 2 | América de Cali  | Municipal de Ciénaga      | 9 de octubre  | 15:00 | Sin transmisión |
| Atlético          | 0 : 1 | Real Cartagena   | Olímpico Pascual Guerrero | 9 de octubre  | 19:00 | Win Sports      |
| Valledupar F.C.   | 2 : 1 | Cúcuta Deportivo | Armando Maestre Pavajeau  | 10 de octubre | 15:00 | Sin transmisión |
| Deportivo Pereira | 1 : 0 | Universitario    | Hernán Ramírez Villegas   | 10 de octubre | 19:00 | Win Sports      |
| Barranquilla F.C. | 1 : 1 | Real Santander   | Romelio Martínez          | 12 de octubre | 15:00 | Sin transmisión |

| Unión Magdalena  | 1 : 0 | Atlético          | Municipal de Ciénaga      | 13 de octubre | 15:00 | Sin transmisión |
| Llaneros         | 4 : 3 | Deportivo Pereira | Manuel Calle Lombana      | 15 de octubre | 14:00 | Sin transmisión |
| Universitario    | 1 : 3 | Barranquilla F.C. | Ciro López                | 16 de octubre | 11:30 | Sin transmisión |
| Real Santander   | 1 : 3 | Valledupar F.C.   | Álvaro Gómez Hurtado      | 17 de octubre | 15:15 | Sin transmisión |
| Tigres           | 0 : 2 | Bogotá F.C.       | Luis Carlos Galán         | 17 de octubre | 15:15 | Sin transmisión |
| Real Cartagena   | 1 : 1 | Orsomarso         | Jaime Morón               | 17 de octubre | 15:15 | Sin transmisión |
| Deportes Quindío | 0 : 0 | Leones            | Centenario                | 17 de octubre | 15:15 | Sin transmisión |
| América de Cali  | 1 : 1 | Cúcuta Deportivo  | Olímpico Pascual Guerrero | 17 de octubre | 15:15 | Win Sports      |

## Cuadrangulares
- La hora de cada encuentro corresponde al huso horario que rige a Colombia (UTC-5).

Al finalizar la primera fase del campeonato —también denominada «Todos contra todos»—, se obtendrán los ocho equipos con mayor puntaje, encargados de disputar la segunda fase, los cuadrangulares semifinales. Para los cuadrangulares los ocho equipos clasificados se dividirán en dos grupos previamente sorteados, de igual número de participantes, de manera que los equipos que ocuparon el 1° y 2° puesto en la fase de todos contra todos serán ubicados en el Grupo A y Grupo B, respectivamente. Los otros seis clasificados serán debidamente sorteados, y se emparejarán de la siguiente manera: 3° y 4°; 5° y 6°; 7° y 8°, cada equipo de tales emparejamientos se situó en un grupo cada uno.
Tras tener cada grupo formado con sus cuatro equipos participantes, se llevarán a cabo enfrentamientos con el formato todos contra todos, a ida y vuelta, dando como resultado seis fechas en disputa. Cabe resaltar que en caso de empate en puntos, no se desempatará por la diferencia de gol sino que se hará según la posición que tuvo cada equipo en la fase de todos contra todos, teniendo así ventaja los equipos mejor ubicados en la tabla.
El equipo ganador de cada grupo al final de las seis fechas, obtendrá el ascenso a la Categoría Primera A a partir del año 2017 y, a la vez, el derecho a disputar la Final del campeonato.
|  |                                                                             |
|  | Ascendidos a la Primera A en 2017 y clasificados a la final del campeonato. |
|  | Eliminados.                                                                 |

|  |                |
|  | Triunfo local. |
|  | Empate.        |
|  | Derrota local. |

### Grupo A
| Pos. | Equipos           | PJ | PG | PE | PP | GF | GC | Dif. | Pts. |
| ---- | ----------------- | -- | -- | -- | -- | -- | -- | ---- | ---- |
| 1.   | Tigres            | 6  | 3  | 2  | 1  | 5  | 4  | 1    | 11   |
| 2.   | Deportivo Pereira | 6  | 2  | 3  | 1  | 10 | 6  | 4    | 9    |
| 3.   | Leones            | 6  | 2  | 3  | 1  | 12 | 10 | 2    | 9    |
| 4.   | Bogotá F. C.      | 6  | 1  | 0  | 5  | 5  | 12 | -7   | 3    |

| Local             | Visitante | Visitante | Visitante | Visitante |
| Local             | PER       | LEO       | TIG       | BOG       |
| ----------------- | --------- | --------- | --------- | --------- |
| Deportivo Pereira |           | 2:2       | 0:0       | 3:0       |
| Leones            | 2:2       |           | 1:1       | 3:1       |
| Tigres            | 0:2       | 2:1       |           | 1:0       |
| Bogotá F.C.       | 2:1       | 2:3       | 0:1       |           |

| Nota: Si hay empate en puntos, se desempata según la posición de los equipos en la fase de todos contra todos. |

| Primera | Tigres            | 1 : 0 | Bogotá F.C.       | Luis Carlos Galán              | 22 de octubre   | 14:00 | Sin transmisión |
| Primera | Deportivo Pereira | 2 : 2 | Leones            | Hernán Ramírez Villegas        | 24 de octubre   | 19:45 | Win Sports      |
| Segunda | Leones            | 1 : 1 | Tigres            | Metropolitano Ciudad de Itagüí | 29 de octubre   | 18:00 | Sin transmisión |
| Segunda | Bogotá F.C.       | 2 : 1 | Deportivo Pereira | Metropolitano de Techo         | 31 de octubre   | 19:45 | Win Sports      |
| Tercera | Leones            | 3 : 1 | Bogotá F.C.       | Metropolitano Ciudad de Itagüí | 5 de noviembre  | 18:00 | Sin transmisión |
| Tercera | Deportivo Pereira | 0 : 0 | Tigres            | Hernán Ramírez Villegas        | 6 de noviembre  | 15:30 | Sin transmisión |
| Cuarta  | Tigres            | 0 : 2 | Deportivo Pereira | Luis Carlos Galán              | 12 de noviembre | 14:00 | Sin transmisión |
| Cuarta  | Bogotá F.C.       | 2 : 3 | Leones            | Metropolitano de Techo         | 14 de noviembre | 14:00 | Sin transmisión |
| Quinta  | Tigres            | 2 : 1 | Leones            | Luis Carlos Galán              | 19 de noviembre | 15:15 | Sin transmisión |
| Quinta  | Deportivo Pereira | 3 : 0 | Bogotá F.C.       | Hernán Ramírez Villegas        | 19 de noviembre | 15:15 | Win Sports      |
| Sexta   | Leones            | 2 : 2 | Deportivo Pereira | Metropolitano Ciudad de Itagüí | 28 de noviembre | 19:45 | Win Sports      |
| Sexta   | Bogotá F.C.       | 0 : 1 | Tigres            | Metropolitano de Techo         | 28 de noviembre | 19:45 | Sin transmisión |

### Grupo B
| Pos. | Equipos          | PJ | PG | PE | PP | GF | GC | Dif. | Pts. |
| ---- | ---------------- | -- | -- | -- | -- | -- | -- | ---- | ---- |
| 1.   | América de Cali  | 6  | 4  | 1  | 1  | 9  | 4  | 5    | 13   |
| 2.   | Deportes Quindío | 6  | 3  | 2  | 1  | 9  | 6  | 3    | 11   |
| 3.   | Real Cartagena   | 6  | 1  | 2  | 3  | 6  | 10 | -4   | 5    |
| 4.   | Universitario    | 6  | 0  | 3  | 2  | 3  | 7  | -4   | 3    |

| Local            | Visitante | Visitante | Visitante | Visitante |
| Local            | AME       | CAR       | UNI       | QUI       |
| ---------------- | --------- | --------- | --------- | --------- |
| América de Cali  |           | 2:1       | 2:0       | 2:1       |
| Real Cartagena   | 0:2       |           | 1:0       | 2:2       |
| Universitario    | 1:1       | 1:1       |           | 1:1       |
| Deportes Quindío | 1:0       | 3:1       | 1:0       |           |

| Nota: Si hay empate en puntos, se desempata según la posición de los equipos en la fase de todos contra todos. |

| Primera | Universitario    | 1 : 1 | Real Cartagena   | Ciro López                | 23 de octubre   | 11:30 | Sin transmisión |
| Primera | Deportes Quindío | 1 : 0 | América de Cali  | Centenario de Armenia     | 25 de octubre   | 19:45 | Win Sports      |
| Segunda | Real Cartagena   | 2 : 2 | Deportes Quindío | Olímpico Jaime Morón León | 30 de octubre   | 15:30 | Sin transmisión |
| Segunda | América de Cali  | 2 : 0 | Universitario    | Olímpico Pascual Guerrero | 1 de noviembre  | 19:45 | Win Sports      |
| Tercera | América de Cali  | 2 : 1 | Real Cartagena   | Olímpico Pascual Guerrero | 7 de noviembre  | 19:30 | Win Sports      |
| Tercera | Deportes Quindío | 1 : 0 | Universitario    | Centenario de Armenia     | 8 de noviembre  | 19:00 | Win Sports      |
| Cuarta  | Universitario    | 1 : 1 | Deportes Quindío | Ciro López                | 13 de noviembre | 14:00 | Win Sports      |
| Cuarta  | Real Cartagena   | 0 : 2 | América de Cali  | Olímpico Jaime Morón León | 13 de noviembre | 16:00 | Win Sports      |
| Quinta  | Universitario    | 1 : 1 | América de Cali  | Ciro López                | 20 de noviembre | 13:30 | Win Sports      |
| Quinta  | Deportes Quindío | 3 : 1 | Real Cartagena   | Centenario de Armenia     | 20 de noviembre | 13:30 | Sin transmisión |
| Sexta   | América de Cali  | 2 : 1 | Deportes Quindío | Olímpico Pascual Guerrero | 27 de noviembre | 15:15 | Win Sports      |
| Sexta   | Real Cartagena   | 1 : 0 | Universitario    | Olímpico Jaime Morón León | 27 de noviembre | 15:15 | Sin transmisión |

## Final
- La hora de cada encuentro corresponde al huso horario que rige a Colombia (UTC-5)

La final del campeonato de la Primera B de Colombia 2016, la disputaron los ganadores del grupo A y grupo B de la fase anterior y sirvió para definir al campeón del torneo, a pesar de que ambos equipos que la disputaron ya tenían su cupo asegurado por anticipado en la Primera A en 2017. La final se jugó en el mes de diciembre, y fue local en el partido de vuelta el equipo que llegó mejor ubicado en la reclasificación a la final del torneo.
| 5 de diciembre de 2016, 19:30 | Tigres | 0:2 (0:2) | América de Cali                | Estadio Metropolitano de Techo, Bogotá                      |                                                             |
|                               |        | Reporte   | Lasso 33' (a.g.) · Vásquez 42' | Asistencia: 8 500 espectadores Árbitro(s): Bismark Santiago | Asistencia: 8 500 espectadores Árbitro(s): Bismark Santiago |

| 10 de diciembre de 2016, 19:00 | América de Cali                     | 3:1 (2:0) | Tigres     | Estadio Olímpico Pascual Guerrero, Cali                  |                                                          |
|                                | B. Angulo 24' 51' · C. Martínez 45' |           | Rivera 71' | Asistencia: 30 000 espectadores Árbitro(s): Jorge Guzmán | Asistencia: 30 000 espectadores Árbitro(s): Jorge Guzmán |

|                                     |
| Bandera de Colombia                 |
| Campeón América de Cali 1.er título |

## Estadísticas

### Goleadores
| Juan Camilo Hernández                          | Deportivo Pereira     | 21 |
| Jairo Molina                                   | Bogotá F. C.          | 17 |
| Damir Ceter                                    | Deportes Quindío      | 14 |
| Ernesto Farías                                 | América de Cali       | 13 |
| Martín Arzuaga                                 | Real Cartagena        | 13 |
| Cristian Martínez Borja                        | América de Cali       | 12 |
| Ricardo Delgado                                | Valledupar F. C.      | 11 |
| José David Lloreda                             | Cúcuta Deportivo      | 10 |
| Andrés Ricaurte                                | Leones                | 10 |
| Daniel Lloreda                                 | Leones                | 10 |
| Juan Salcedo                                   | Real Cartagena        | 10 |
| Ethan González                                 | Tigres                | 10 |
| Guillermo Murillo                              | Universitario Popayán | 10 |
| Última actualización: 10 de diciembre de 2016. |                       |    |

Fuente: Web oficial de Dimayor

## Tabla de reclasificación
| Pos. | Equipos            | PJ | PG | PE | PP | GF | GC | Dif. | Pts. |
| ---- | ------------------ | -- | -- | -- | -- | -- | -- | ---- | ---- |
| 1.   | Deportivo Pereira  | 38 | 24 | 7  | 7  | 68 | 34 | 34   | 79   |
| 2.   | América de Cali    | 40 | 22 | 13 | 5  | 62 | 29 | 33   | 79   |
| 3.   | Real Cartagena     | 38 | 17 | 11 | 10 | 53 | 46 | 7    | 62   |
| 4.   | Tigres             | 40 | 15 | 14 | 11 | 32 | 33 | -1   | 59   |
| 5.   | Leones             | 38 | 16 | 10 | 12 | 55 | 41 | 14   | 58   |
| 6.   | Deportes Quindío   | 38 | 16 | 7  | 15 | 45 | 39 | 6    | 55   |
| 7.   | Universitario      | 38 | 14 | 10 | 14 | 40 | 42 | -2   | 52   |
| 8.   | Bogotá F. C.       | 38 | 13 | 8  | 17 | 42 | 51 | -9   | 47   |
| 9.   | Valledupar F. C.   | 32 | 13 | 5  | 14 | 34 | 37 | -3   | 44   |
| 10.  | Cúcuta Deportivo   | 32 | 11 | 9  | 12 | 35 | 31 | 4    | 42   |
| 11.  | Orsomarso          | 32 | 11 | 7  | 14 | 35 | 48 | -13  | 40   |
| 12.  | Barranquilla F. C. | 32 | 9  | 8  | 15 | 31 | 37 | -6   | 35   |
| 13.  | Unión Magdalena    | 32 | 9  | 8  | 15 | 30 | 39 | -9   | 35   |
| 14.  | Real Santander     | 32 | 9  | 6  | 17 | 33 | 51 | -18  | 33   |
| 15.  | Llaneros           | 32 | 7  | 10 | 15 | 31 | 42 | -11  | 31   |
| 16.  | Atlético           | 32 | 6  | 7  | 19 | 19 | 45 | -26  | 25   |

Fuente: Web oficial de Dimayor